# Puig Farinós
El Puig Farinós és una muntanya de 2.610 metres que es troba al municipi de Porta, a la comarca de l'Alta Cerdanya, prop del límit amb Guils de Cerdanya.